# Distrito de Ámbar
El distrito de Ámbar es uno de los doce que conforman la provincia de Huaura, ubicada en el departamento de Lima en la costa central del Perú. Su territorio se ubica en el curso alto del río Supe. 
Dentro de la división eclesiástica de la Iglesia Católica, pertenece a la Diócesis de Huacho.

## Historia
Fue fundado el 14 de marzo de 1611, por el Arzobispo Don Pedro de Villalones, siendo Virrey Juan de Mendoza y Luna, Marqués de Montesclaros.
El Distrito de Ámbar fue creado el 2 de enero de 1822 por don José de San Martín en Huaura. Ratificado en 1857 por Ramón Castilla.
Perteneció a la Provincia de Cajatambo, luego mediante la Ley 8003 del 20 de febrero de 1935, pasa a la Provincia de Chancay, actualmente Provincia de Huaura.

## Geografía
Abarca una superficie de 919,4 km².

## Autoridades

### Municipales
- 2023-2026
  - Alcalde: Milton Juan Llanos Villarreal; Avanza País

- 2015-2018[2]
  - Alcalde: Lizardo Simón Alor Solórzano, Movimiento Patria Joven (PJ).
  - Regidores: Herman Alor Pollera (PJ), Yoel Franco Azañero Herbozo (PJ), Sarita Malpartida Gavedia (PJ), María Conchita Huasupoma Cabracancha (PJ), Walther Espada Paredes (Fuerza Popular).
- 2011-2014[3][4]
  - Alcalde: Lucio Alor Garay, del Movimiento Concertación para el Desarrollo Regional (CDR).
  - Regidores: Rosa Aurora Tena Falcón (CDR), Alexander Guardales Celis (CDR), Jorge Nazario Román Cabrera (CDR), Ruben Cornelio Veramendi Cruz (CDR), Lina Carmela Torres Solórzano (Fuerza 2011).
- 2007-2010 
  - Alcalde: Rubén Isidoro Fuentes Rivera Caldas
- 1999-2002
  - Alcalde: Ivan Manuel Martin Solorzano Porles, Ámbar por un Futuro Mejor
  - Regidores : Cristóbal Quispe Ugalde, Marcial García Ventocilla, Nancy Ramírez Villarreal, Romel Mayo López, Esteban Marin Solorzano
- 1996-1998
  - Alcalde: Javier Azañero Alvarado. la mayoría del cambio
- 1993-1995
  - Alcalde: Manuel Solorzano Caldas, Nueva Mayoría
  - Isidro Cabillas Guardales, corpuz ramirez, Pedro Enrique Quinteros Cipiriano, Marcos Sosa Ugalde, Eleodoro  Bustillos
- 2018-2022
  - Alcalde: Edilberto Osorio Arce

### Policiales
- Comisario: CAP PNP Christian Juniors YANCAN OLIVERA.

### Religiosas
- Diócesis de Huacho[5]
  - Obispo de Huacho: Mons. Antonio Santarsiero Rosa, OSI.
- Parroquia[6]
  - Párroco:

## Festividades
- Abril: festividad de La Semana Santa.
- 15 de agosto: fiesta de la Virgen de la Asunción.
- 8 de diciembre: fiesta de la Virgen de la Inmaculada Concepción.